# Hightown (série télévisée)
Pour les articles homonymes, voir Hightown.
Hightown est une série télévisée dramatique américaine en 25 épisodes d'environ 55 minutes produite par Rebecca Cutter, Gary Lennon, Jerry Bruckheimer, Jonathan Littman et KristieAnne Reed, diffusée du 17 mai 2020 au 8 mars 2024 sur Starz.
En France, elle est diffusée depuis le 24 mai 2020 sur le service StarzPlay. Elle est inédite dans les autres pays francophones.

## Synopsis
Jackie Quinones est un agent du Service national de la Pêche maritime et une lesbienne alcoolique et toxicomane qui a l'habitude de faire la fête à Provincetown, Massachusetts, alias P-Town, en utilisant son pistolet et son badge pour séduire les touristes. Elle y consacre son temps avec enthousiasme jusqu'à ce qu'elle puisse toucher une pension fédérale - mais tout change quand elle découvre le corps d'une jeune femme assassinée sur une plage de la baie de Cap Cod et se retrouve au centre de l'épouvantable épidémie d'opioïdes locale avec le détective Ray Abruzzo de la police d’État.

## Distribution

### Acteurs principaux
- Monica Raymund (VFB : Mélissa Windal) : Jackie Quinones
- James Badge Dale : Ray Abruzzo
- Riley Voelkel : Renee Shaw
- Shane Harper : Junior McCarthy (saison1, invité saison 2)
- Atkins Estimond : Osito
- Dohn Norwood (en) : Alan Saintille
- Amaury Nolasco : Frankie Cuevas Sr.

### Acteurs récurrents
- Rumi C. Jean-Louis : Frankie Cuevas Jr.
- Mike Pniewski : Ed Murphy
- Crystal Lake Evans : Krista Collins
- Ana Nogueira (en) : Donna
- Edmund Donovan : Kizzle
- Masha King : Sherry Henry
- Michael Mulheren (en) : Lieutenant Velekee
- Joy Suprano (en) : Patricia

## Production

### Développement
Le 27 novembre 2017, Starz avait mis la production, alors intitulée P-Town, en développement. La série devait être écrite par Rebecca Cutter, avec Gary Lennon comme showrunner et les deux producteurs exécutifs aux côtés de Jerry Bruckheimer, Jonathan Littman et KristieAnne Reed. Les sociétés de production impliquées dans la série devaient se composer de Jerry Bruckheimer Television. Le 26 novembre 2018, Starz avait donné à la production, désormais intitulée Hightown, une commande en série. Le 5 février 2019, il a été annoncé que Rachel Morrison serait réalisatrice de la série.
Le 11 juin 2020, la série est renouvelée pour une deuxième saison.
Le 1er mars 2022, la série est renouvelée pour une troisième saison. En décembre 2023, il est annoncé que cette saison, diffusée à partir du 26 janvier 2024, sera la dernière ,.

### Attribution des rôles
Le 14 septembre 2018, Monica Raymund avait été choisie pour jouer un rôle dans le pilote. En janvier 2019, James Badge Dale et Riley Voelkel avaient rejoint la distribution principale,. Le mois suivant, Shane Harper et Atkins Estimond faisaient partie de la série.
En décembre 2020, la production invite Crystal Lee Brown, Cecil Blutcher, Carlos Gomez et Barbara Weetman.

### Tournage
Les débuts du tournage devait en commencer en mars 2019. Le conseil d'administration de Provincetown, Massachusetts, a voté le 29 avril 2019 pour permettre le tournage du 20 mai au 11 juin 2019 dans des endroits comme MacMillan Pier et le port, le West End Rotary et Provincetown Inn. La rue commerciale entre les rues Standish et Ryder devait être fermée pour une partie du 4 juin 2019 afin de recréer une scène de défilé du carnaval.

## Épisodes

### Première saison (2020)
1. Lylas (Love You Like a Sister)
2. Dans un sale état (Severely Weatherbeaten)
3. À la dure (Rebellion Dogs)
4. La M.B.O. (BFO)
5. Tu te sentiras mieux que jamais (The Best You'll Feel All Day)
6. La baleine blanche (The White Whale)
7. Tout le monde à un cousin à Miami (Everybody's Got a Cousin in Miami)
8. #Béni (#Blessed)

### Deuxième saison (2021)
Cette saison est diffusée à partir du 17 octobre 2021.
1. La Great White (Great White)
2. Girl Power (Girl Power)
3. Mises à l'épreuve (Fresh as a Daisy)
4. Fille à Papa (Daddy Issues)
5. Retour de bâton (Dot Dot Dot)
6. Le vent tourne (Behind Every Skirt is a Slip)
7. Jour de fête (Crack is Wack)
8. Houston, on a un problème (Houston, We Have a Problem)
9. Avis de tempête (Small Craft Warning)
10. Berne-moi encore (Fool Me Twice)

### Troisième saison (2024)
Cette dernière saison est diffusée à partir du 26 janvier 2024.
1. Good Times
2. I Said No, No, No
3. Fall Brook
4. Jackpot
5. 29 Days Later
6. Chekhov's Gun
7. Big Fish